# Тадтен
Тадтен (нем. Tadten) — коммуна (нем. Gemeinde) в Австрии, в федеральной земле Бургенланд. 
Входит в состав округа Нойзидль-ам-Зе.  Население составляет 1291 человек (на 31 декабря 2005 года). Занимает площадь 36,1 км². Официальный код  —  10720.

## Политическая ситуация
Бургомистр коммуны — Йохан Мар (СДПА) по результатам выборов 2007 года.
Совет представителей коммуны (нем. Gemeinderat) состоит из 19 мест.
- СДПА занимает 10 мест.
- АНП занимает 9 мест.